# Shkodran Metaj
Shkodran Metaj (Studenica, 5 februari 1988) is een voormalig Kosovaars-Nederlands profvoetballer. Hij speelde bij voorkeur als linkervleugelverdediger of defensieve middenvelder. Hij debuteerde in 2014 in het Kosovaars voetbalelftal.

## Clubcarrière
Metaj werd geboren in het toenmalige Joegoslavië nu Kosovo) , en heeft de Kosovaarse-Nederlandse nationaliteit. Hij begon met voetballen bij amateurclub VV Froombosch, waar hij door FC Groningen werd opgemerkt en in de jeugdopleiding terechtkwam. Voorafgaand aan het seizoen 2007/2008 werd de middenvelder aan de hoofdmacht van FC Groningen toegevoegd. Op zondag 2 september 2007 maakte Metaj zijn debuut voor FC Groningen in de uitwedstrijd tegen Ajax. Na een verhuurperiode bij RKC Waalwijk tekende Metaj in augustus 2011 een verbintenis voor drie seizoenen bij FC Emmen. Het eerste daarvan was op huurbasis om zijn laatste contractjaar bij FC Groningen vol te maken.
Na afloop van zijn contract in Emmen vertrok Metaj in de zomer van 2014 naar het Albanese Flamurtari Vlorë waar hij een tweejarige verbintenis tekende. Ondanks het doorlopende contract is hij na een jaar weer op zoek gegaan naar een andere club. Na een proefstage bij MVV in de voorbereiding op het seizoen 2015-16 heeft hij van VVV-Venlo de kans gekregen om zich te bewijzen tijdens een trainingskamp.
In augustus 2016 tekende Shkodran Metaj een contract bij HHC Hardenberg dat uitkomt in de tweede divisie.

### Statistieken
| Seizoen         | Club                | Land            | Competitie          | Competitie | Competitie | Beker | Beker | Internationaal | Internationaal | Overig | Overig | Totaal | Totaal |
| Seizoen         | Club                | Land            | Competitie          | Wed.       | Dlp.       | Wed.  | Dlp.  | Wed.           | Dlp.           | Wed.   | Dlp.   | Wed.   | Dlp.   |
| --------------- | ------------------- | --------------- | ------------------- | ---------- | ---------- | ----- | ----- | -------------- | -------------- | ------ | ------ | ------ | ------ |
| 2007/08         | FC Groningen        | Nederland       | Eredivisie          | 21         | 0          | 2     | 0     | –              | –              | 1      | 0      | 24     | 0      |
| 2008/09         | FC Groningen        | Nederland       | Eredivisie          | 11         | 0          | 2     | 0     | –              | –              | –      | –      | 13     | 0      |
| → 2009/10       | RKC Waalwijk        | Nederland       | Eredivisie          | 29         | 0          | 1     | 0     | –              | –              | –      | –      | 30     | 0      |
| 2010/11         | FC Groningen        | Nederland       | Eredivisie          | 4          | 0          | 1     | 0     | –              | –              | 1      | 0      | 6      | 0      |
| → 2011/12       | FC Emmen            | Nederland       | Eerste divisie      | 29         | 2          | 1     | 0     | –              | –              | –      | –      | 30     | 2      |
| 2012/13         | FC Emmen            | Nederland       | Eerste divisie      | 17         | 1          | 1     | 0     | –              | –              | –      | –      | 18     | 1      |
| 2013/14         | FC Emmen            | Nederland       | Eerste divisie      | 34         | 5          | 2     | 0     | –              | –              | –      | –      | 36     | 5      |
| 2014/15         | KS Flamurtari Vlorë | Albanië         | Kategoria Superiore | 12         | 0          | 3     | 0     | –              | –              | –      | –      | 15     | 0      |
| 2015/16         | FC Emmen            | Nederland       | Eredivisie          | 0          | 0          | 0     | 0     | -              | -              | -      | -      | 0      | 0      |
| Carrière totaal | Carrière totaal     | Carrière totaal | Carrière totaal     | 157        | 8          | 13    | 0     | 0              | 0              | 2      | 0      | 173    | 8      |

## Interlandcarrière
Metaj doorliep een aantal jeugdelftallen van Oranje, waaronder onder 16, onder 17 en onder 21, maar speelde geen grote toernooien. In januari 2014 besloot de FIFA dat de Kosovaarse nationale elftallen en clubs internationale oefenwedstrijden mochten spelen tegen alle landen die zijn aangesloten bij de FIFA. De eerste officiële voetbalinterland van Kosovo vond op 5 maart 2014 plaats. Tegenstander van dienst was Haïti, de wedstrijd eindigde op een doelpuntloos gelijkspel. Metaj debuteerde voor Kosovo op 21 mei 2014 tegen Turkije.

## Internationale wedstrijden
| Interlands van Shkodran Metaj voor Kosovo | Interlands van Shkodran Metaj voor Kosovo | Interlands van Shkodran Metaj voor Kosovo | Interlands van Shkodran Metaj voor Kosovo | Interlands van Shkodran Metaj voor Kosovo | Interlands van Shkodran Metaj voor Kosovo |
| №                                         | Datum                                     | Wedstrijd                                 | Uitslag                                   | Competitie                                | Goals                                     |
| Als speler van FC Emmen                   | Als speler van FC Emmen                   | Als speler van FC Emmen                   | Als speler van FC Emmen                   | Als speler van FC Emmen                   | Als speler van FC Emmen                   |
| ----------------------------------------- | ----------------------------------------- | ----------------------------------------- | ----------------------------------------- | ----------------------------------------- | ----------------------------------------- |
| 1.                                        | 21 mei 2014                               | Kosovo – Turkije                          | 1 – 6                                     | Vriendschappelijk                         | 0                                         |
| 2.                                        | 25 mei 2014                               | Kosovo – Senegal                          | 1 – 3                                     | Vriendschappelijk                         | 0                                         |
| 3.                                        | 7 september 2014                          | Kosovo – Oman                             | 1 – 0                                     | Vriendschappelijk                         | 0                                         |
| Totaal                                    | Totaal                                    | Totaal                                    | Totaal                                    | Totaal                                    | 0                                         |
| Laatst bijgewerkt op 1 november 2014.     |                                           |                                           |                                           |                                           |                                           |